# Pinarik (Sosa)
Pinarik is een bestuurslaag in het regentschap Padang Lawas van de provincie Noord-Sumatra, Indonesië. Pinarik telt 155 inwoners (volkstelling 2010).